# Ti rockerò/Lucky girl
Ti rockerò/Lucky girl è un singolo di Heather Parisi, pubblicato nel 1981.
Scritto da Renato Serio e Romolo Siena, era la sigla d'apertura del varietà televisivo di Rai 1 (all'epoca chiamata Rete 1) Stasera niente di nuovo del 1981, condotto da Raimondo Vianello e Sandra Mondaini. Il disco fu un successo, tanto da posizionarsi al settimo posto dei singoli più venduti e al quarantottesimo della classifica annuale.
Il lato B del disco contiene Lucky girl, un brano scritto da Marva Jan Marrow. La copertina del 45 giri fu affidata a Rino Petrosino.

## Tracce
Lato A
1. Ti rockerò – 3:45 (Renato Serio-Romolo Siena)

Durata totale: 3:45
Lato B
1. Lucky girl – 3:27 (Marva Jan Marrow)

Durata totale: 3:27